# Veronica hololeuca
Veronica hololeuca là một loài thực vật có hoa trong họ Mã đề. Loài này được Juz. miêu tả khoa học đầu tiên.